# Vairis Leiboms
Vairis Leiboms (Ērgļu novads, 18 augustus 1991) is een Lets bobsleeër. Hij vertegenwoordigde zijn vaderland op de Olympische Winterspelen 2014 in Sotsji.

## Carrière
Op 6 januari 2013 maakte Leiboms zijn wereldbekerdebuut in Altenberg in de viermansbob. Samen met Uģis Žaļims, Helvijs Lūsis en Raivis Broks eindigde hij 12e. 
In 2014 nam Leiboms deel aan de Olympische winterspelen in Sotsji. Samen met Oskars Ķibermanis eindigde hij 16e in de tweemansbob. Aan de zijde van Raivis Broks, Helvijs Lūsis en Oskars Ķibermanis eindigde hij 14e in de viermansbob.

## Resultaten

### Olympische Winterspelen
| Jaar | Plaats | Resultaten                      | Bemanning                           |
| ---- | ------ | ------------------------------- | ----------------------------------- |
| 2014 | Sotsji | 16e Tweemansbob 14e Viermansbob | Ķibermanis Broks, Lūsis, Ķibermanis |